# Galium porrigens
Galium porrigens är en måreväxtart som beskrevs av Lauramay Tinsley Dempster. Galium porrigens ingår i släktet måror, och familjen måreväxter.

## Underarter
Arten delas in i följande underarter:
- G. p. porrigens
- G. p. tenue